# بينينو أندرادي فلوريس
بينينو أندرادي فلوريس هو ضابط وسياسي إكوادوري، ولد في 9 يناير 1892، وتوفي في 22 يونيو 1972.